# Palaeopsylla caucasica
Palaeopsylla caucasica är en loppart som beskrevs av Anatol I. Argyropulo 1946. Palaeopsylla caucasica ingår i släktet Palaeopsylla och familjen mullvadsloppor. Inga underarter finns listade i Catalogue of Life.